# Four Lives
Four Lives è una serie televisiva britannica andata in onda in prima visione dal 3 al 5 gennaio 2022 su BBC One. Racconta la storia vera delle famiglie di quattro ragazzi omosessuali (Anthony Walgate, Gabriel Kovari, Daniel Whitworth e Jack Taylor) che furono assassinati dal serial killer Stephen Port nel 2014 e nel 2015. Indignati dai fallimenti della polizia metropolitana, i familiari dei ragazzi decisero di farsi giustizia da sé. Stephen Merchant interpreta Port e Sheridan Smith veste i panni di Sarah Sak, ossia la madre di Anthony Walgate, il quale fu la prima vittima di Port.

## Produzione
La produzione della serie, annunciata per la prima volta all'inizio del 2020, è stata interrotta a causa della pandemia di COVID-19, e da allora rinviata altre due volte. Il 13 dicembre 2021 è stato distribuito il trailer ufficiale e sono stati pubblicati sui social alcuni fotogrammi tratti dagli episodi. Durante la promozione della serie, Sheridan Smith ha dichiarato: «Ogni sera tornavo a casa a pezzi, piangendo: non puoi fare a meno di interiorizzare [...]. Mi sono massacrata su questa serie, perché volevo dare il meglio di me in loro onore.»

## Personaggi e interpreti
- Stephen Port, interpretato da Stephen Merchant.
- Sarah Sak, interpretata da Sheridan Smith.
- Anthony Walgate, interpretato da Tim Preston.
- Gabriel Kovari, interpretato da Jakub Svec.
- Daniel Whitworth, interpretato da Leo Flanagan.
- Ryan Edwards, interpretato da Samuel Barnett.
- Jack Taylor, interpretato da Paddy Rowan.
- Ricky, interpretato da Robert Emms.
- DC Slaymaker, interpretato da Michael Jibson.
- Tom, interpretato da Kris Hitchen.
- Sami Sak, interpretata da Memet Ali Alabora.
- Adam Whitworth, interpretato da Daniel Ryan.
- John Pape, interpretato da Rufus Jones.
- Karl Turner MP, interpretato da Ian Puleston-Davies.
- Barbara Denham, interpretata da Giselle Cullinane.
- Sergente O'Donnell, interpretato da Ben Cartwright.
- Kate, interpretata da Leanne Best.
- China, interpretata da Isabella Laughland.
- Kiera, interpretata da Alexa Davies.
- Paul, interpretato da Shaun Thomas.
- Capitano Rolf Schamberger, interpretato da Jack Pierce.
- Mandy Pearson, interpretata da Ella Kenion.
- Donna Taylor, interpretata da Jaime Winstone.
- Jenny Taylor, interpretata da Stephanie Hyam.
- Jeanette Taylor, interpretata da Holly Aird.
- Sergente di Polizia di Barking, interpretato da Jason Done.

## Episodi
| nº | Titolo originale | Prima TV Regno Unito |
| -- | ---------------- | -------------------- |
| 1  | Episode 1        | 3 gennaio 2022       |
| 2  | Episode 2        | 4 gennaio 2022       |
| 3  | Episode 3        | 5 gennaio 2022       |

### Episode 1
- Titolo originale: Episode 1
- Diretto da: David Blair
- Scritto da: Neil McKay

#### Trama
Due ragazzi vengono trovati morti a Barking, Londra. Il primo, Anthony Walgate, viene rinvenuto fuori dall'appartamento di Stephen Port. La polizia ipotizza si tratti di un caso di overdose, ma gli amici e la famiglia del ragazzo non ne sono convinti. La madre di Walgate è convinta che il caso nasconda più di quanto la polizia non lasci trapelare, e crede che suo figlio sia stato assassinato. Gli amici del ragazzo rivelano che Anthony avrebbe dovuto vedersi con un individuo che aveva incontrato su un sito di escort per uomini, ma di non avere più notizie da allora; e sono frustrati dal fatto che la polizia sembra essere interessata più alla sua vita sessuale che alla causa della sua morte. La seconda vittima, un ragazzo slovacco di nome Gabriel Kovari, viene ritrovata da un dog sitter nel cimitero di una chiesa vicina. Kovari si era trasferito nell'appartamento di Port, ma poco prima della sua morte aveva confidato al vicino di essere intimorito dall'atteggiamento dell'uomo. Port viene arrestato con l'accusa di aver ostacolato il corso della giustizia, poiché aveva mentito alla polizia dichiarando di non conoscere Walgate, per poi cambiare la sua versione dei fatti dichiarando di avere fatto sesso con lui e che quest'ultimo aveva assunto droga per conto proprio. Nonostante ciò, viene poi rilasciato su cauzione.
- Guest star: Stephen Port, Stephen Merchant; Sarah Sak, Sheridan Smith.

### Episode 2
- Titolo originale: Episode 2
- Diretto da: David Blair
- Scritto da: Neil McKay

#### Trama
Il cadavere di una terza vittima, Daniel Whitworth, viene trovato nello stesso cimitero e dallo stesso dog sitter. La polizia ipotizza che si tratti nuovamente di overdose premeditata, indicando come prova un biglietto d'addio che era stato trovato accanto al corpo e che sembra implicare che Whitworth conoscesse Kovari e fosse responsabile della sua morte, ma il partner e la famiglia di Daniel sono scettici al riguardo: sostengono che egli non faceva uso di droghe, e che sia la calligrafia sul biglietto sia il tono con il quale è stato scritto non sono da lui. Anche l'amico ed ex affittuario di Kovari si mette a investigare per conto proprio, e rimane esterrefatto nello scoprire che i tre omicidi, seppur sospetti, sembrano chiaramente collegati. Kovari, le famiglie di Whitworth e Walgate e il vicino di casa di Port manifestano le loro inquietudini alla polizia, ma viene loro detto che non sussiste alcuna prova concreta. Nel frattempo, Stephen Port viene processato per aver intralciato la polizia e condannato a otto anni di prigione; ma viene rilasciato in anticipo con un braccialetto elettronico. Vengono effettuate inchieste su Kovari e Whitworth, ma entrambe si concludono con un verdetto aperto. Il coroner afferma che non vi siano prove sufficienti per sostenere l'ipotesi di omicidio, ma allo stesso tempo esprime perplessità riguardo alla modalità con cui sono state condotte le indagini sui due decessi dalla polizia di Barking. 
- Guest star: Stephen Port, Stephen Merchant; Sarah Sak, Sheridan Smith.

### Episode 3
- Titolo originale: Episode 3
- Diretto da: David Blair
- Scritto da: Neil McKay

#### Trama
Una quarta vittima, Jack Taylor, viene rinvenuta nel parco vicino allo stesso cimitero dove era stato ritrovato Whitworth. Le sorelle di Taylor dubitano dell'interpretazione delle prove da parte della polizia (che ancora una volta ritiene il ragazzo sia morto per overdose), sostenendo che loro fratello non faceva uso di droghe. Cominciano a investigare individualmente e, venendo a conoscenza dei primi tre casi, scoprono che le morti sono accomunate dallo stesso schema: deducono così che Jack è stato assassinato. Le riprese delle telecamere di sicurezza, che mostrano Taylor incontrare Port, confermano la loro ipotesi. Port viene arrestato in seguito al suo riconoscimento nei filmati delle telecamere da parte di un poliziotto. La polizia ammette alle famiglie e gli amici delle vittime l'esistenza definitiva di prove che dimostrano l'omicidio dei ragazzi, e dichiara che il Met si denuncerà all'IPCC (Independent Police Complaint Commission) per la modalità con cui sono stati trattati i casi. Port viene nuovamente processato all'Old Bailey (Tribunale Centrale Penale a Londra), giudicato colpevole di quadruplice omicidio e condannato all'ergastolo a vita.
- Guest star: Stephen Port, Stephen Merchant; Sarah Sak, Sheridan Smith.

## Accoglienza
Ed Cumming dell'Independent ha apprezzato la sceneggiatura di Neil Mackay e la regia di David Blair, dichiarando che: «In mani meno sensibili, un caso del genere avrebbe potuto scadere nella volgarità o nel melodrammatico, ma [...] Four Lives non si sofferma sui crimini in sé: al contrario, bilancia gli eventi che li hanno preceduti con le loro ripercussioni.»
Lucy Mangan, del Guardian, ha invece affermato che, nonostante l'interpretazione di Sheridan Smith e del resto del cast, «la serie non entusiasma. È stata forse svantaggiata dalla rappresentazione esagerata dei fallimenti della polizia. Purtroppo, non lascia ai personaggi principali molto da fare oltre allo sbraitare al telefono contro poliziotti disinteressati e indignarsi di fronte alla loro riluttanza nel seguire quelli che sembrano, a loro come a noi, indizi ovvi e personaggi chiaramente sospetti».
Hugo Rifkind ha scritto sul Times di essere rimasto colpito dalla scelta di fare interpretare al comico Stephen Merchant il ruolo dell’assassino, ma che la sua interpretazione «si è mantenuta più sul vago che sul sinistro» e che «sebbene Port fosse inevitabilmente il punto focale di Four Lives, la storia era perlopiù incentrata sull'incompetenza della polizia. O, cosa forse peggiore, sull'indifferenza della polizia», apprezzando in particolar modo Michael Jibson nel ruolo di un poliziotto «irrimediabilmente ostruzionista».